# 南条元知
南条 元知（なんじょう もととも、寛永18年2月27日（1641年4月7日） - 元禄16年11月1日（1703年12月9日））は、江戸時代前期の肥後細川家の家臣。肥後熊本細川藩初代細川忠利の四男。妻は細川家家老米田是長（長岡監物）の娘・吟。南条左衛門、長岡左近、のち道固。

## 生涯
養父・南条元信（南条元宅の嫡孫）は豊臣秀頼の家臣から加藤忠広を経て細川家に仕えて3千石を得た。

寛文9年（1669年）、北島雲山ら藩士が藩の陽明学の禁により致仕すると、元知は甥で藩主の細川綱利に諫言したために永蟄居とされた。是長の跡を継いだ是庸（家老、1万5千石）や娘、弟の是連が居たが、連座して取り潰しの処分となり、室町時代から続く名門南条家は断絶した。